# Fuerzas Armadas de Irán
Las Fuerzas Armadas de la República Islámica de Irán, comúnmente llamadas Fuerzas Armadas de Irán e históricamente como Fuerzas Armadas Persas, son las fuerzas militares combinadas de Irán, que comprenden el Ejército de la República Islámica de Irán (Artesh), el Cuerpo de la Guardia Revolucionaria Islámica (Sepāh) y la Fuerza Disciplinaria de la República Islámica de Irán (Policía).
Las Fuerzas Armadas de Irán son las más grandes de Oriente Medio en términos de tropas activas. Las fuerzas militares de Irán están compuestas por aproximadamente 610.000 efectivos en servicio activo más 350.000 personal de reserva y entrenado que se puede movilizar cuando sea necesario, lo que eleva el personal militar del país a aproximadamente 960.000 efectivos en total. Estos números no incluyen la Fuerza de Aplicación de la Ley o Basij.
La mayoría de las armas importadas de Irán consisten en sistemas estadounidenses adquiridos antes de la Revolución Islámica de 1979, con compras limitadas a la Unión Soviética en la década de 1990 después de la guerra entre Irán e Irak. Sin embargo, desde entonces el país ha lanzado un sólido programa de rearme interno, y su inventario se ha vuelto cada vez más autóctono. Según funcionarios iraníes, la mayor parte del equipo militar del país se fabrica en el país y el país ya se había convertido en exportador de armas en la década de 2000. Incapaz de importar sistemas de armas del extranjero debido a las sanciones internacionales y estadounidenses, y sufriendo de una flota de fuerza aérea cada vez más envejecida, Irán ha invertido fondos considerables en un ambicioso programa de misiles balísticos y de misiles de crucero para capacidad de ataque de largo alcance, y ha fabricado distintos tipos de armas y municiones, incluidos tanques, vehículos blindados y drones, así como diversos medios navales y sistemas de defensa aérea.En cuanto a su fuerza belica, el pais cuenta con una importante presencia en la region con 19 submarinos, 551 aviones o sus 1996 tanques, parte de sus 65 765 vehículos blindados. 

## Historia

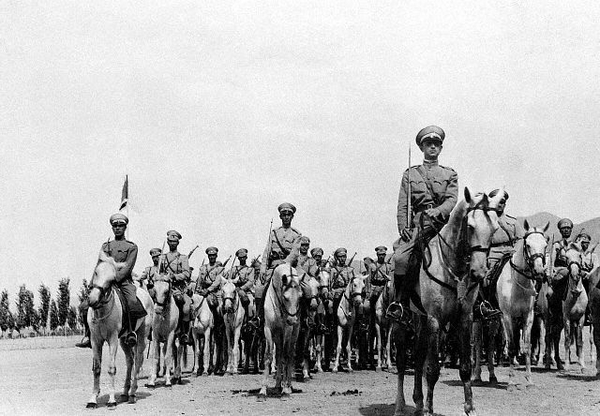
Caballería iraní en 1930

Después del golpe de 1953, Irán comenzó a comprar algunas armas a Israel, Estados Unidos y otros países del Bloque Occidental. Más tarde, Irán comenzó a establecer su propia industria de armamentos; sus esfuerzos en esto permanecieron en gran parte desconocidos internacionalmente, hasta hace poco.
Tras la revolución iraní de 1979, el deterioro de las relaciones con Estados Unidos dio lugar a sanciones internacionales dirigidas por Estados Unidos, incluido un embargo de armas que se impuso a Irán.
El Irán revolucionario fue tomado por sorpresa por la invasión iraquí que inició la Guerra Irán-Irak de 1980-1988. Durante este conflicto, hubo varios conflictos contra Estados Unidos. Desde 1987, el Comando Central de los Estados Unidos trató de evitar que los buques iraníes de colocación de minas bloquearan las rutas marítimas internacionales a través del Golfo Pérsico en la Operación Prime Chance. La operación duró hasta 1989. El 18 de abril de 1988, Estados Unidos tomó represalias por la minería iraní del USS Samuel B. Roberts en la Operación Praying Mantis. Al mismo tiempo, las fuerzas armadas iraníes tuvieron que aprender a mantener y mantener operativas sus grandes existencias de equipo y armamento construidos por Estados Unidos sin ayuda externa, debido a las sanciones lideradas por Estados Unidos. Sin embargo, Irán pudo obtener cantidades limitadas de armamento fabricado en Estados Unidos, cuando pudo comprar repuestos y armamento estadounidenses para sus fuerzas armadas, durante el escándalo Irán-Contra. Al principio, las entregas se realizaban a través de Israel y luego, desde EE. UU.

## Estructura
- Ejército de la República Islámica de Irán (Artesh)
  - Fuerzas terrestres del ejército de la República Islámica de Irán
  - Armada de la República Islámica de Irán
  - Fuerza Aérea de la República Islámica de Irán
  - Fuerza de Defensa Aérea de la República Islámica de Irán

- Cuerpos de la Guardia Revolucionaria Islámica (IRGC)
  - Fuerzas terrestres del Cuerpo de la Guardia Revolucionaria Islámica (NEZSA)
  - Armada del Cuerpo de la Guardia Revolucionaria Islámica (NEDSA)
  - Fuerza Aeroespacial del Cuerpo de la Guardia Revolucionaria Islámica (NEHSA)
  - Fuerza Quds

- Fuerza Disciplinaria de la República Islámica de Irán (policía)

## Galería

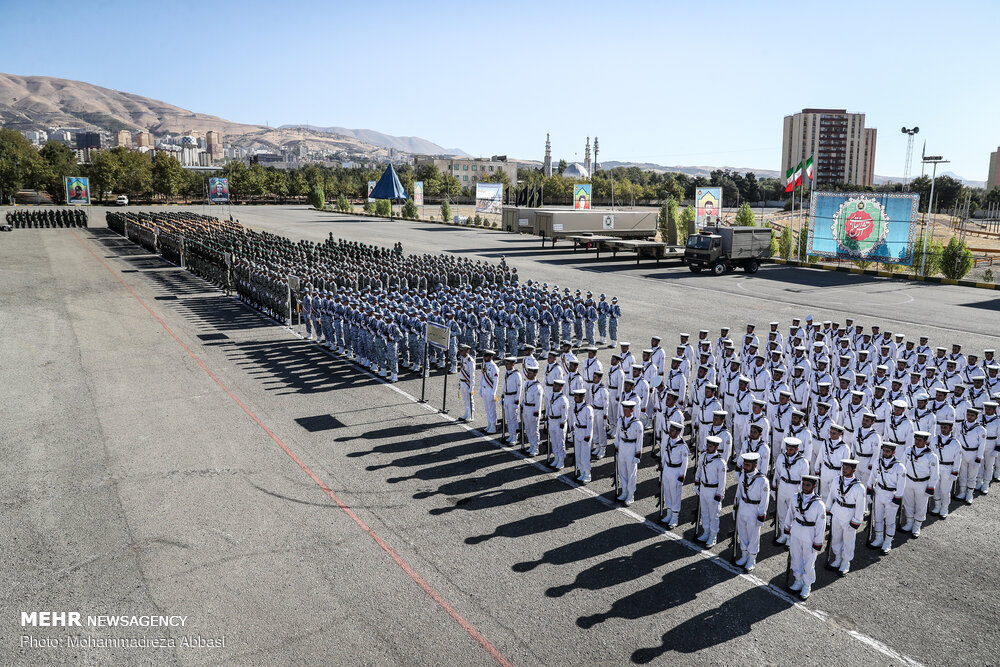
Llamada matutina conjunta de las Fuerzas Armadas iraníes en 2019
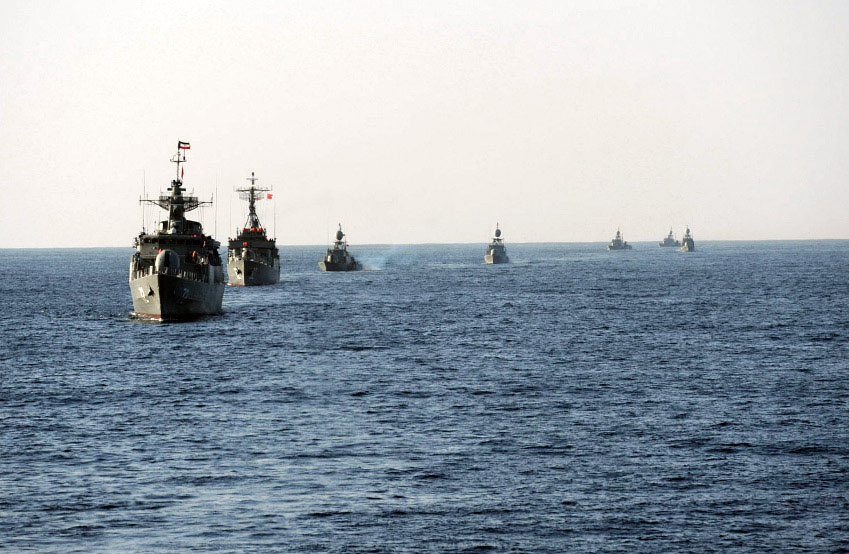
Ejercicio naval iraní Velayat-90 Irán
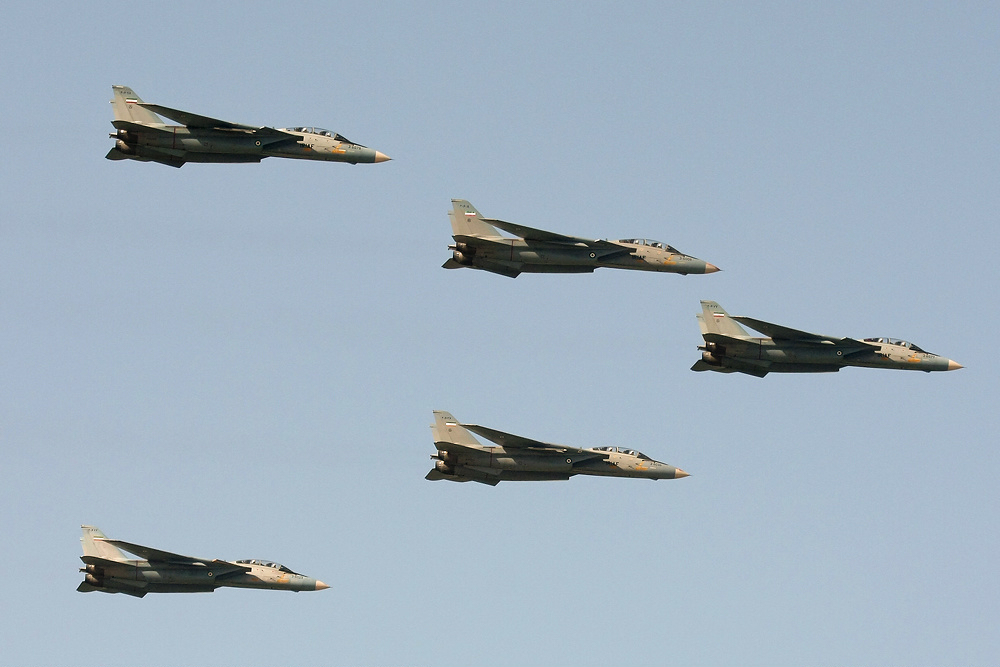
Una formación de vuelo de aviones F-14 Tomcat iraníes, en 2008
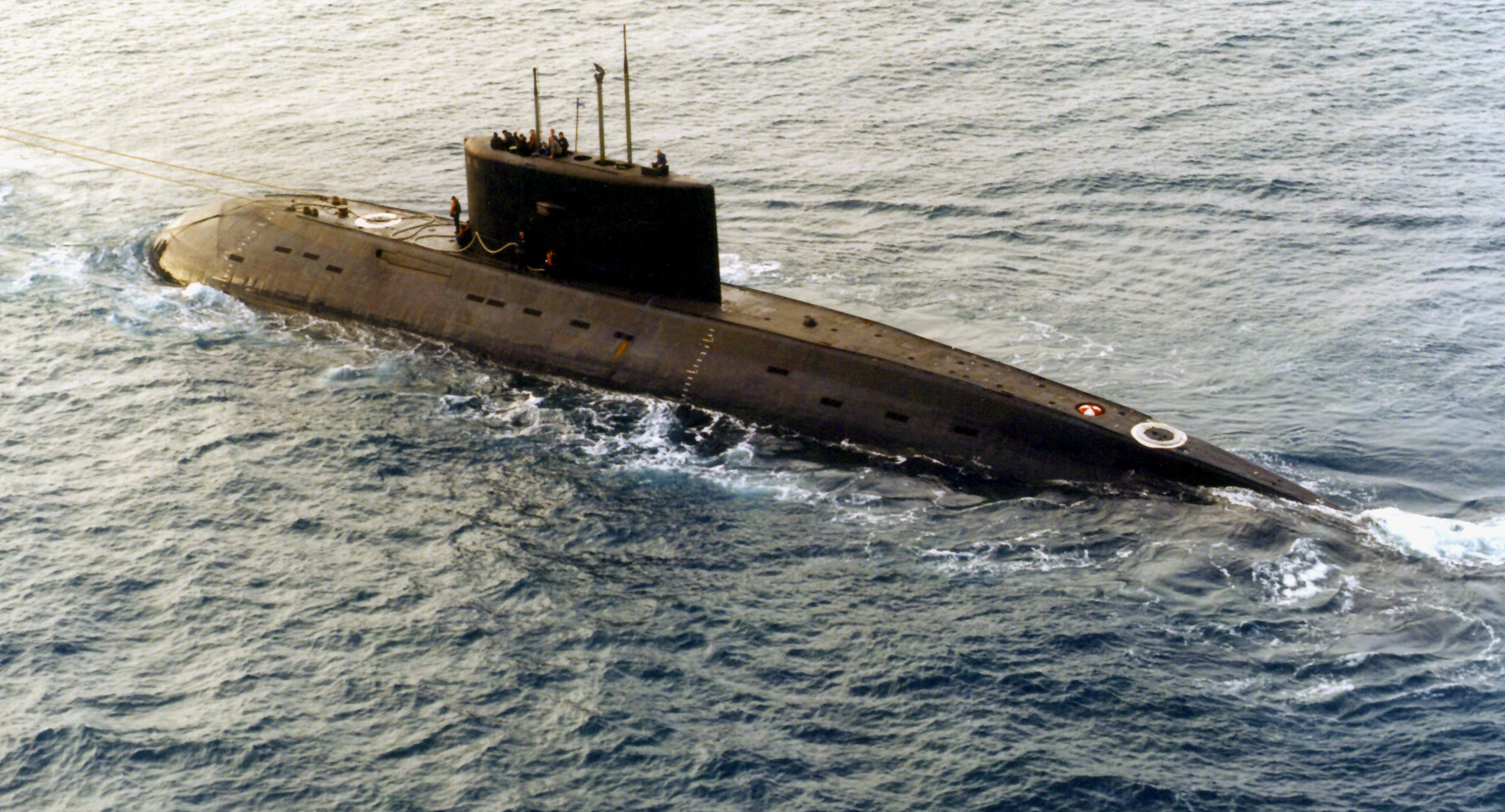
Irán cuenta con tres submarinos de la clase Kilo construidos en Rusia que patrullan el Golfo Pérsico
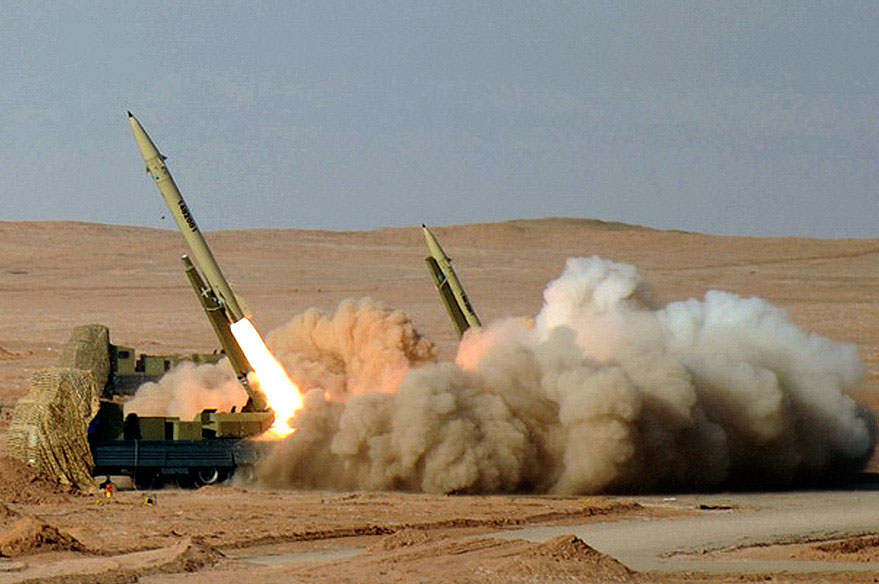
El Fateh-110 es un misil balístico guiado de combustible sólido
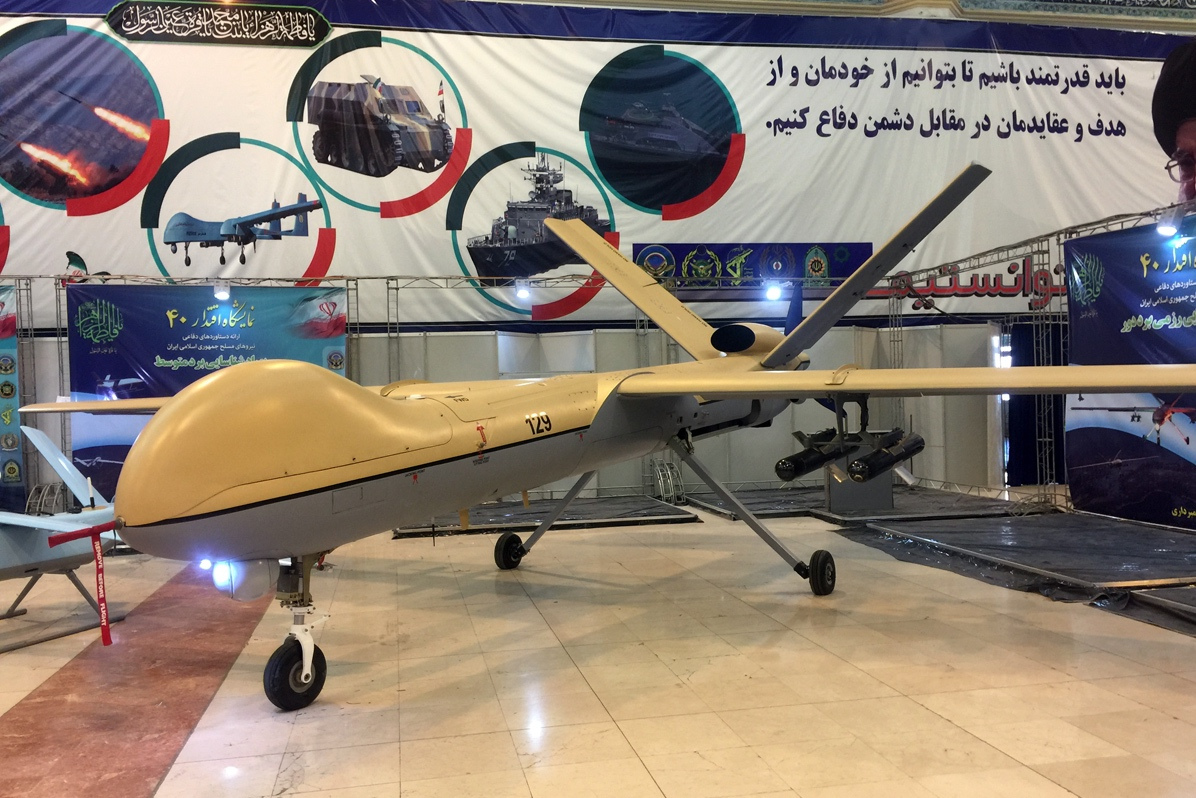
El dron Shahed 129 es considerado como uno de los drones iraníes más capaces en servicio